# Titularbistum Thubursicum-Bure
Thubursicum-Bure (italienisch Tubursico-Bure) ist ein Titularbistum der römisch-katholischen Kirche.
Es geht zurück auf einen untergegangenen Bischofssitz in der gleichnamigen antiken Stadt, die in der römischen Provinz Africa proconsularis (heute nördliches Tunesien) lag. Der Bischofssitz war der Kirchenprovinz Karthago zugeordnet.
| Titularbischöfe von Thubursicum-Bure |                           |                                                        |                   |                   |
| Nr.                                  | Name                      | Amt                                                    | von               | bis               |
| 1                                    | Winnibald Joseph Menezes  | Weihbischof in Bombay (Indien)                         | 29. November 1967 | 27. Mai 2002      |
| 2                                    | Aloísio Jorge Pena Vitral | Weihbischof in Belo Horizonte (Brasilien)              | 11. Februar 2006  | 25. November 2009 |
| 3                                    | Mychajlo Bubnij           | Exarch des Erzbischöflichen Exarchats Odessa (Ukraine) | 13. Februar 2014  |                   |